# أنجيلا تايلور (لاعبة هوكي الجليد)
أنجيلا تايلور (بالإنجليزية: Angela Taylor)‏ هي لاعبة هوكي الجليد بريطانية، ولدت في 24 أبريل 1987 في بيزلي في المملكة المتحدة.

## وصلات خارجية
- أنجيلا تايلور على موقع EliteProspects.com (الإنجليزية)